# Roberto Luco
Roberto Esteban Luco Álvarez (n. Valparaíso, V Región de Valparaíso, Chile, 3 de mayo de 1985) es un futbolista chileno. Juega de mediocampista y su equipo actual es el Deportes Linares de la Segunda División de Chile.

## Trayectoria
Debutó el 2001 en Santiago Wanderers, en un primer momento se pensó que seguiría la senda de varios otros jugadores formados en la cantera del equipo y que luego brillaran jugando en el plantel de honor, sin embargo su cartel de "eterna promesa" sigue vigente. El 2007 fue enviado a préstamo a Trasandino de la Tercera División donde fue la figura del equipo pese a que no lograron el ascenso. 
El 2008 tras su buena campaña en Trasandino regresó a Santiago Wanderers para asumir la tarea de retonar a la primera división donde en algunos partidos hizo buena dupla con el argentino Ezequiel Barrionuevo. Luego cuando asumió el nuevo técnico, Jorge Aravena, fue remplazado por Sebastián Ubilla por causa de una lesión pero cuando ya estuvo en condiciones de jugar esta vez hizo dupla con un nuevo compañero en la creación, Pablo López, con quien jugó bastante bien pero a causa de su irregularidad en los partidos casi siempre fue cambiado en los segundos tiempos por Ubilla.
A fines del 2008 el técnico Jorge Aravena había decidido enviarlo a préstamo. Aunque un mes después se retracta y permanece en Wanderers para afrontar el Apertura 2009 de la Primera B donde continua con su irregularidad. En el Clausura 2009 tuvo menos opciones de jugar pero aun así fue parte del ascenso que lograría con el club caturro.
Tras un nuevo año de pocas oportunidades en Santiago Wanderers el técnico Humberto Zuccarelli decide enviarlo a préstamo, esta vez si se concreta y el 2010 debía jugar por Deportes Concepción de la Primera B pero al no llegar al primer entrenamiento el técnico Fernando Cavalleri lo desafecta del club. Tras su fallida cesión se mantiene entrenando en Santiago Wanderers pero no forma parte del plantel oficial solo participando en el torneo de futsal de Chile. Finalmente Jorge Garcés lo reintegra al plantel en octubre del 2010 tras la lesión de Alejandro Da Silva.
Permaneció durante el primer semestre del 2011 jugando por su club formador pero tras tener poca continuidad nuevamente se decide enviarlo a préstamo siendo su lugar de destino Ñublense donde fue pedido por el mismo técnico que lo hizo debutar y luego reintegrarse a Santiago Wanderers, Jorge Garcés. En su nuevo club tiene una irregular participación no siendo de ayuda para que su club se mantuviera en la división. A fines del 2011 regresa a su club para luego ser cortado por el técnico Arturo Salah, quedando un año sin jugar pero entrenando en el club caturro, finalizado su contrato parte a Deportes Linares de la Segunda División de Chile.

## Clubes
| Club                     | País    | Temporadas |
| ------------------------ | ------- | ---------- |
| Santiago Wanderers       | Chile   | 2001-2006  |
| Trasandino               | Chile   | 2007       |
| Santiago Wanderers       | Chile   | 2008-2011  |
| Ñublense                 | Chile   | 2011       |
| Santiago Wanderers       | Chile   | 2012       |
| Deportes Linares         | Chile   | 2013-2016  |
| Fraternidad Tigres Fatic | Bolivia | 2018       |

## Palmarés

### Campeonatos nacionales
| Título           | Club               | País  | Año  |
| ---------------- | ------------------ | ----- | ---- |
| Primera División | Santiago Wanderers | Chile | 2001 |